# N-Acetylgalactosamin
N-Acetylgalactosamin (GalNAc) ist der Trivialname für 2-Acetylamino-2-desoxy-D-galactose, ein Derivat der Galactose bzw. des Galactosamins.
Es dient als Baustein zum Aufbau von Glykolipiden (z. B. Ganglioside) und von Glykoproteinen der Zellmembran sowie für Hyaluronsäure und andere Mucopolysaccharid-Proteinen.
Das Blutgruppenantigen A enthält N-Acetylgalactosamin, das Blutgruppenantigen B enthält stattdessen Galactose und bei der Blutgruppe 0 fehlt dieser Zuckerrest.